# 지평선은 말이 없다
"지평선은 말이 없다"(地平線은 말이 없다)는 한국에서 제작된 이신명 감독의 1966년 영화이다. 장동휘 등이 주연으로 출연하였고 황의식 등이 제작에 참여하였다.

## 출연

### 주연
- 장동휘
- 김석훈
- 강미애
- 이예춘
- 도금봉

## 기타
- 조명: 정덕규
- 미술: 이봉선